# Антигон (син Ехекрата)
Антигон, син Ехекрата (дав.-гр. Αντίγονος; ? — 179 до н. е.) — македонський аристократ, небіж басилевса Антигона III Досона.

## Життєпис
Антигон походив з бокової гілки династії Антигонідів. Він був сином Ехекрата, брата басилевса Антигона III Досона.
Антигон був наближеним басилевса Філіппа V у останні місяці його життя. У той час правитель перебував у депресії через наказ стратити свого сина Деметрія. Начебто принц планував за допомогою римлян повалити басилевса з престолу. Антигон зумів переконати Філіппа V, що Деметрій не був винним і що принц став жертвою поклепу свого брата Персея. Хоча Персей був старшим сином, він як дитина від наложниці мав менше прав на престол, ніж Деметрій. Обурений Філіпп V не міг покарати Персея, через його підтримку серед підданих. Однак принц тримався осторонь від батька, а в останні дні життя батька він перебував у Фракії. Щоб перешкодити планам сина на престол, Філіпп V зробив Антигона своїм спадкоємцем.
Однак Антигона не було при басилевсі під час його смерті. В той же час придворний лікар Калліген сповістив Персея, коли стало зрозуміло, що Філіпп V скоро помре. Несподівано повернувшись, Персей зумів захопити владу та проголосив себе басилевсом. Антигона було страчено за наказом нового володаря.